# La entundada
La entundada es un cuento de terror del escritor ecuatoriano Adalberto Ortiz, publicado en 1971 en el libro de relatos del mismo nombre.
El cuento se basa en la leyenda de la Tunda, una tradición oral de la zona esmeraldeña de la costa del Océano Pacífico. De acuerdo a la leyenda, la Tunda es un monstruo femenino que rapta personas, particularmente niños, y que tiene la capacidad de cambiar de forma para engañar a su víctimas. Las personas desaparecidas reciben el nombre de «entundados».

## Argumento
Numancia era una chica de 14 años que en los últimos tiempos había dejado atrás los juegos infantiles, para tristeza de su primo menor. Un día desaparece de la casa, por lo que sus familiares intuyen que ha sido raptada por la Tunda y organizan una gran expedición para buscarla. Recorren durante varios días la selva y los pueblos cercanos, pero no encuentran rastros de Numancia ni de la Tunda.
Varios meses después Numancia reaparece, pero portando una gran barriga que su primo asume es a causa de la abundante comida con la que la ha alimentado la Tunda. Cuando el padre de Numancia la ve, se enfurece y la echa de la casa, gritándole que vuelva con la Tunda y aseverando que era igual a su madre, desde hace muchos años atrás ausente del hogar. Numancia sale de la casa llorando y desaparece en medio de la noche.

## Análisis
De acuerdo a la escritora Solange Rodríguez, una posible interpretación de la historia es ver a la Tunda como una metáfora usada en los pueblos rurales para explicar hechos que consideraban aberrantes pero que eran comunes, como los embarazos de mujeres solteras, las violaciones y los incestos. Cuando Numancia queda embarazada (como la historia sugiere) pasa a encarnar esa monstruosidad, por lo que se ubica en oposición a los valores patriarcales de su comunidad y es rechazada por su propio padre.
El catedrático Diego Falconí, por su lado, puso atención en la ambigüedad sexual en el personaje de la Tunda, de quien se desconoce si es hombre o mujer. De acuerdo a Falconí, esto la convertiría en un referente local histórico para las personas ecuatorianas transgénero.